# Yogi Triana
Yogi Triana (sinh ngày 5 tháng 7 năm 1994) là một cầu thủ bóng đá người Indonesia hiện tại thi đấu ở vị trí thủ môn cho Sriwijaya FC ở Indonesia Super League.

## Sự nghiệp
Ngày 12 tháng 11 năm 2014, anh chuyển đến Sriwijaya FC.